# Смоляниновская волость
Смоляни́новская во́лость — историческая административно-территориальная единица Старобельского уезда Харьковской губернии с центром в слободе Смоляниново.
По состоянию на 1885 год состояла из 11 поселений, 9 сельских общин. Население — 3930 человек (5450 мужского пола и 5460 — женского), 571 дворовое хозяйство.
|                       | Площадь, десятин | В том числе пахотной, дес. |
| --------------------- | ---------------- | -------------------------- |
| Сельских общин        | 3995             | 3718                       |
| Частной собственности | 17398            | 7606                       |
| Другой собственности  | 83               | 83                         |
| В целом               | 21476            | 11407                      |

Основные поселения волости по состоянию на 1885 год:
- Смоляниново — бывшая владельческая слобода при реке Ерик в 45 верстах от уездного города, 1035 человек, 150 дворовых хозяйств, православная церковь, почтовая станция, 3 лавки, 2 ярмарки в год.
- Новоахтырка Веселая — бывшее собственническое село при реке Ерик, 742 человека, 107 дворовых хозяйств, православная церковь, ежегодная ярмарка.